# Frei Inocêncio
Frei Inocêncio é um município brasileiro do estado de Minas Gerais. Localiza-se no Vale do Rio Doce.

## História

### Fundação
Criado pela lei nº 1.039, de 12 de dezembro de 1953, surgiu o distrito de Frei Inocêncio. No princípio, fazia parte do município de Itambacuri, com apenas o pequeno povoado chamado Fazenda Suassuí. Foi o Dr. João de Souza Lima, juntamente com o prefeito de Itambacuri, Sr. Lauro Lopes da Silva, que alcançaram do Estado que o povoado se chamasse Frei Inocêncio.
Mais tarde, pela lei nº 2.764, de 30 de dezembro de 1962, deu-se a emancipação. O até então distrito foi elevado à categoria de município, desvinculando-se do de Itambacuri. 
No dia 2 de março de 1963 o Município foi instalado.

#### Nome do município
Na ponte Suassuí, em Frei Inocêncio, o então frei de nome Inocêncio vindo a cavalo de Bonito, celebrou a primeira Missa no dia 13 de maio de 1945. Na ocasião, fez 30 batizados e 4 casamentos, como também muitas confissões e comunhões. A ponte era o limite também da diocese, naquela época, de Araçuaí com a de Governador Valadares. Como foi dito acima, o Dr. João de Souza Lima e o Prefeito de Itambacuri, Sr. Lauro Lopes da Silva, conseguiram junto aos representantes do Estado que o povoado se chamasse Frei Inocêncio.

## Economia
Frei Inocêncio conta com um Produto Interno Bruto de 62,9 milhões de reais. A principal atividade econômica é a agropecuária. O varejo também é uma atividade econômica importante em Frei Inocêncio.

## Infraestrutura

### Saúde
Frei Inocêncio conta com 8 estabelecimentos de saúde, 90 profissionais e 28 leitos.
O município conta com 31 equipamentos de odontologia entre 40 no total, sendo o ramo de saúde de maior presença em Frei Inocêncio.

### Educação
Frei Inocêncio conta com mais de mil alunos matriculados em todas as escolas do município.
A escola com mais matrículas em Frei Inocêncio é a Escola Estadual Frei Inocêncio, com 896 alunos. O Ensino Fundamental I possui 669 matrículas, sendo o curso básico com o maior número de alunos.

## Lista de prefeitos
A instalação do Município de Frei Inocêncio deu-se oficialmente no dia 2 de março de 1963. Como não havia ainda prefeito eleito, assumiu a administração municipal, por ato do Governador do Estado, o Sr. Sílvio Alves Martins, na condição de interventor. Exerceu suas funções durante os seis meses seguintes, ou seja, até o dia 1 de setembro de 1963. A eleição municipal realizada nesse período deu como eleito o Sr. Ananias Ferreira Dias, comerciante varejista e atacadista. Natural de Senhor do Bonfim (BA). Foi o primeiro a assumir o cargo de Prefeito Municipal de Frei Inocêncio e, portanto, o primeiro a gerir os destinos políticos deste Município. Pouco antes, nas eleições de 1962, quando ainda o distrito de Frei Inocêncio fazia parte do de Itambacuri, havia sido ele eleito vereador, compondo a Câmara Municipal de Itambacuri, até eleger-se prefeito do novo município de Frei Inocêncio. Eis a relação completa dos prefeitos que exerceram mandatos.
00 - Silvio Alves Martins - Interventor.
01 - Ananias Ferreira Dias (1963 - 1966) / Vice-prefeito: Geraldo José de Magalhães.
02 - Pedro Lima de Almeida (1967 - 1970) / Vice-prefeito: Segismundo Brasileiro Passos.
03 - Segismundo Brasileiro Passos (1971 - 1972) / Vice-prefeito: Abel Passos Lima
04 - Pedro Lima de Almeida (segundo mandato) (1973 - 1976) / Vice-prefeito: Genaro Freitas de Araújo.
05 - José Pedro da Silva (1977 - 1982) - O Cabralinho, que faleceu num acidente automobilístico, em pleno exercício do mandato. O Vice-prefeito: João Moreira Antunes assumiu em setembro de 1982 e concluiu o mandato.
06 - Lourival Lourenço Ferreira (1983 - 1988) / Vice-prefeito: Artur Cirino da Conceição.
07 - José Geraldo de Mattos Bicalho (1989 - 1992) / Vice-prefeito: Sinval Dias de Araújo.
08 - Barôncio Bezerra Cabral (1993 - 1996) / Vice-prefeito: Nenito Alves Rocha.
09 - José Eduardo Vieira (1997 - 2000) / Vice-prefeito:José Sudário dos Santos.
10 - Barôncio Bezerra Cabral (segundo mandato) (2001 - 2004 ) / Vice-prefeito: José Sudário dos Santos.
11 - Oliver Madeira Bicalho (2005 - 2008) / Vice-prefeito Geraldo Nogueira de Almeida.
12 - Carlos Vinício de Carvalho Soares (2009 - 2012 ) / Vice-prefeito: Geraldo Nogueira de Almeida.
13 - Carlos Vinício de Carvalho Soares (2013 - 2016 ) / Vice-prefeito: Erotides Araújo de Oliveira Filho - Cassados pela quarta vez em definitivo pelo TSE em 3 de novembro de 2015, assumindo o cargo: José Geraldo de Mattos Bicalho (segundo mandato) e Valdivino Soares Campos.
14 - José Geraldo de Mattos Bicalho (terceiro mandato) (2017 - 2020) / Vice: Valdivino Soares Campos.

## Bairros
Carinhosamente apelidado "Frei" por seus moradores, situa-se à margem do rio Suaçuí Grande, e é beneficiado com a Rodovia BR 116 facilitando a sua integração com Governador Valadares, a apenas 35 quilômetros de distância. Uma linha de ônibus circular liga as duas cidades, assim como vários táxis (em sua maioria informais).
A cidade é divida em 9 bairros: Centro, Independência, Guarita, Gameleira, Pantanal 1, Pantanal 2, Maria Cecília, Bairro das Nações e Planalto.
E também 5 distritos: Bom Jesus do Prata, Casa Branca, Tabocal, Brasilândia e o povoado da Cachoeira do Paiol.